# Hormon (album)
Hormon – piąty album Renaty Przemyk, wydany w 1999. Album wydała wytwórnia Sony Music Entertainment Poland.

## Lista utworów
1. "Zazdrosna" – 4:39
2. "Nie mam żalu" – 3:14
3. "Nie spaceruję nago" – 3:45
4. "Moja kara" – 3:38
5. "Ile krwi" – 4:14
6. "Nie zginiesz" – 4:24
7. "Żeby wierzyć" – 4:28
8. "Hormon" – 4:34
9. "Zabijany" – 3:34
10. "Odłóżmy broń" – 4:03
11. Renata Przemyk + Hedone - "Zapach (Germania mix - remixed by Laibach)" – 4:32

Single
1. "Zazdrosna"
2. "Zapach"
3. "Nie mam żalu"
4. "Nie spaceruję nago"

## Muzycy
- Renata Przemyk – śpiew
- Jacek Królik – gitara
- Maciej Aleksandrowicz – instrumenty klawiszowe
- Tomasz Dominik – perkusja
- Piotr Królik – perkusja
- Robert Kubiszyn – gitara basowa
- Tomasz Kupiec – kontrabas
- Artur Włodkowski – saksofon
- Józef Zatwarnicki – akordeon, puzon
- Anna Saraniecka – instrumenty perkusyjne